# Амраева, Аделия Акимжановна
Аде́лия Акимжа́новна Амра́ева (род. 11 декабря 1986, Алма-Атинская область) — казахстанская писательница, лауреат Международной детской  литературной премии имени В. П. Крапивина

## Биография
Аделия Амраева окончила Казахский университет международных отношений и мировых языков имени Абылай хана. 
- Специальность: преподаватель немецкого и турецкого языков.
- Училась в Открытой Литературной школе Алматы.

### Творчество

#### Повести
- 2011 — «Футбольное поле».
- 2015 — «Я хочу жить».

#### Рассказы
- цикл рассказов «Германия».
- «Я умею летать».
- «Твоя башня победы»: сказочный рассказ

#### Сказки
- «Гусеница».

### Награды
- 2011 год — финалистка Международной литературной премии имени Владислава Крапивина:
  - её повесть «Футбольное поле» была отобрана в числе 10 детских произведений среди 194, которые были присланы на конкурс.
- 2014 год — финалистка премии имени Сергея Михалкова
  - за цикл рассказов «Германия».
  - В этом же году в издательстве «Аквилегия-М» вышла первая книга писательницы «Футбольное поле»[2].
- 2015 год — лауреат премии имени Владислава Крапивина за повесть «Я хочу жить».

### Критика
Самые яркие имена у нас – это Аделия Амраева, получившая несколько престижных литературных премий в России.
...внутри Казахстана, в своей среде, не хватает каких-то литературных институций, книгоизданий, литературной критики, экспертного сообщества. Да и сама аудитория на самом деле маленькая, потому что население Казахстана небольшое. И поэтому сложно казахстанскому автору достигать какого-то успеха, опираясь только на казахстанскую аудиторию, и выстраивать свою стратегию, свой план достижения какого-то успеха только на казахстанских институциях. И опыт успешных казахстанских авторов это как раз-таки подтверждает. Допустим, Аделия Амраева достигла успеха через московские издательства, получив российские премии, которые имеют такой вес, что увеличивают продажу, увеличивают аудиторию книг.